# براد لونش
براد لونش (بالإنجليزية: Brad Lynch)‏ هو لاعب كرة قدم أسترالية أسترالي، ولد في 11 يوليو 1997.

## وصلات خارجية
- براد لونش على موقع AustralianFootball.com (الإنجليزية)
- براد لونش على موقع AFLtables.com (الإنجليزية)